# Portmeirion

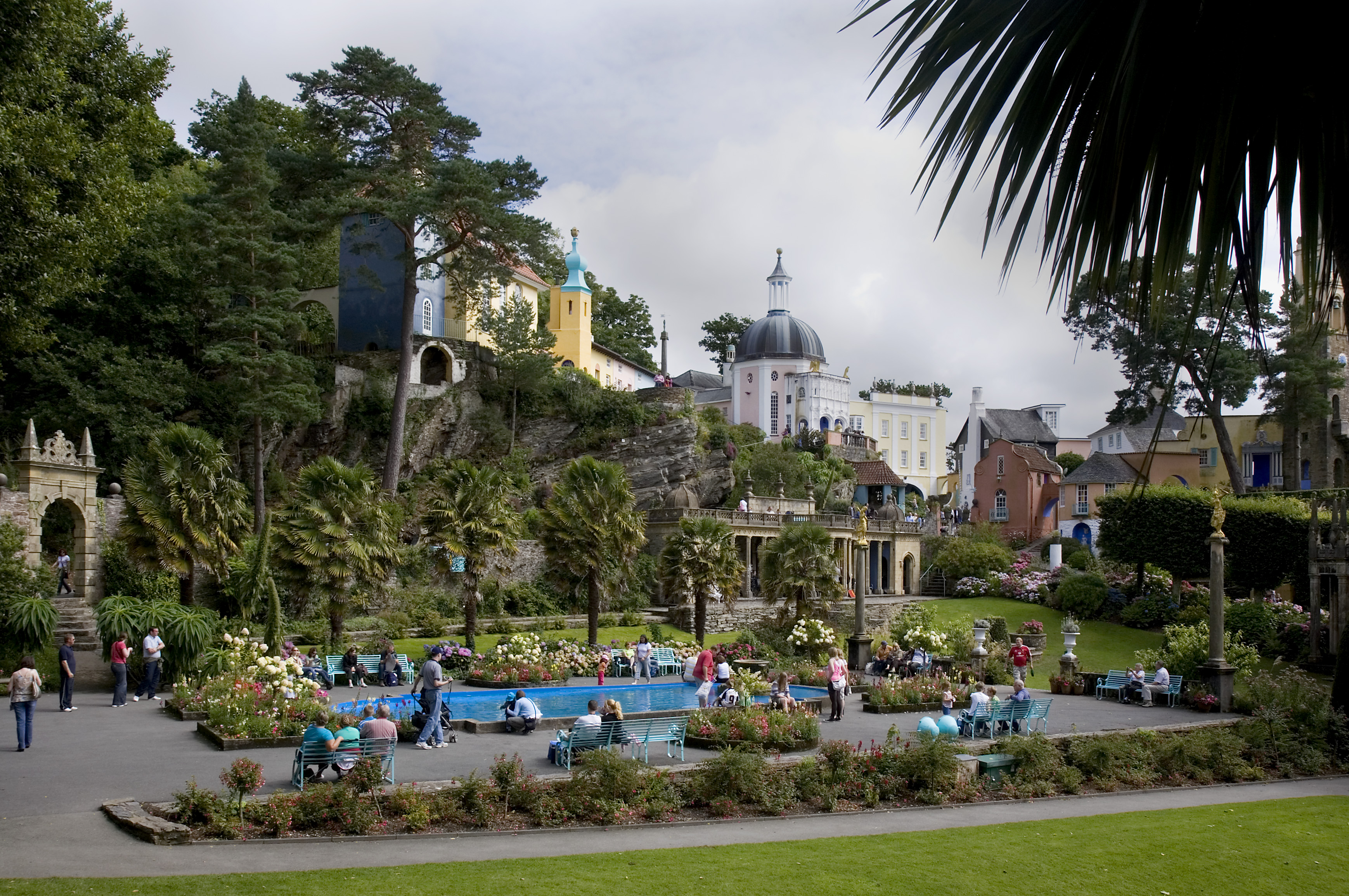
Het centrale plein

Portmeirion is een hotelresort aan de kust van Noord-Wales. Het is in mediterrane stijl gebouwd door de architect Clough William-Ellis. De bouw strekte zich uit over de periode 1933 – 1972. Deze architect heeft altijd het hardnekkige gerucht ontkend dat hij zich had laten inspireren door het Italiaanse dorp Portofino. Het resort bestaat uit een hotel en een aantal cottages.
Net buiten het complex staat Castell Deudraeth, een kasteel uit 1188, dit is een hotel met 11 kamers dat ook bij het resort hoort.
Het resort is meerdere malen als decor gebruikt voor televisieseries. Onder andere voor een aflevering van Doctor Who en van Cold Feet. Eerder werd het plaatsje gebruikt als de locatie voor the Village in de serie The Prisoner.